# Ceriagrion kordofanicum
Ceriagrion kordofanicum é uma espécie de libelinha da família Coenagrionidae.
Pode ser encontrada nos seguintes países: Quénia, Malawi, Moçambique, Sudão, Tanzânia, Uganda, Zâmbia e possivelmente em Burundi.
Os seus habitats naturais são: rios, rios intermitentes, áreas húmidas dominadas por vegetação arbustiva, pântanos, lagos de água doce, lagos intermitentes de água doce, marismas de água doce e marismas intermitentes de água doce.
Está ameaçada por perda de habitat.